# Menneskelig multitasking
Menneskelig multitasking er dét at skifte mellem opgaver, der hver især kræver opmærksomhed - fx beslutninger. Begrebet kommer af computer-multitasking. En almindelig tanke er at man kan nå mere på kortere tid ved at multitaske. Dog viser meget forskning, at det kan resultere i spildt tid og flere fejl på grund af utilstrækkelig opmærksomhed.
Ifølge færdselsloven er det forbudt at føre et køretøj og være uopmærksomhed på færdslen. (multitasking).

## Etymologi
Begrebet "multitasking" stammer fra computer-verdenen. Det beskriver en computers evne til at kunne klare flere opgaver på én gang. Reelt skifter computeren hurtigt mellem flere opgaver, det giver så indtryk af, at de kører samtidig. Computere, der har flere kerner, kan faktisk køre to eller flere opgaver samtidigt, eftersom hver kerne kan klare en separat opgave. Begrebet består af det latinske ord "multi" som betyder "flere" eller "mere end én", sammensat med det engelske ord "task" som betyder "opgave". Ordet er blevet indlånt til det danske sprog ligesom mange andre engelske ord, anglisering.

## Forskning
Multitasking fylder en stor del af mange menneskers hverdag, så derfor forekommer det også naturligt at der er blevet foretaget en hel del undersøgelser indenfor emnet. (se kilderne nedenfor)